# Svete vjere mučenici: hrvatski blaženici iz Janjeva i Vrnavokola
Svete vjere mučenici: hrvatski blaženici iz Janjeva i Vrnavokola je hrvatski dokumentarni film.
Film govori o trojici svećenika Hrvata. Dvojica su podrijetlom iz najstarije hrvatske dijaspore na Kosovu, koji su djelovali u Albaniji, a mučeništvo podnijeli u vrijeme režima Envera Hodže. To su fra Serafin Glasnović Kodić iz Janjeva i don Anton Muzić iz Vrnavokola. Na svečanosti 5. studenoga 2016. godine u Skadru u Albaniji, Sveta Stolica proglasila ih je blaženima među još 38 mučenika kojima je život oduzet iz mržnje prema vjeri u razdoblju od 1945. do 1974. godine. U tijeku je bio i postupak za proglašenje blaženim vodi se i za slugu Božjeg fra Alojzija Palića koji je svoj život položio također iz vjere i svjedočenja Isusa Krista nekoliko desetljeća ranije na Kosovu, gdje je ubijen 1913.